# Система йоги Патанджалі
Система йоги Патанджалі (фонетично точніше «Патаньджалі», санскрит पतञ्जलि, від імені укладача) зведена у Йога-сутрах, які є одними з найстаріших настанов із йоги. Йога-сутри датуються приблизно 200-ми роками н. е. і складається з чотирьох частин, із яких перша розповідає про природу та ціль самадгі , або свідомого занурення в себе, друга - про засоби досягнення цілі, третя розкриває значення нових можливостей, яких можна досягнути, практикуючи йогу, четверта частина розкриває природу звільнення як кінцеву мету йоги.

## Історичний аспект виникнення йогівського вчення
«Йога» на санскриті означає «гармонічний зв'язок між тілом і розумом», це гармонія в собі і гармонія рівноваги з навколишнім середовищем. Можна сказати і так: «Йога – це динамічна рівновага внутрішніх сил людини з зовнішнім світом». Важко визначити точну дату виникнення йогівського вчення в Індії. Згадування про йогу можна знайти в філософському трактаті «Бхагавад-ґіта» («Божественна пісня»). Очевидно, що це вчення склалось ще задовго до нашої ери. В Індії вважається, до речі, що Христос був послідовником йоги: «Ти навчишся цьому мистецтву, дисциплінуючи себе і демонструючи свою відданість йому, уважно вивчаючи його таємниці. Мудреці, які знають істину, вкажуть тобі шлях до неї».

## Складові йоги Патанджалі
Патанджалі формулює вісім складових (щаблів) йоги: 
1. яма
2. ніяма
3. асана
4. пранаяма
5. пратьягара
6. дгарана
7. дг'яна
8. самадгі

І хоча ці назви можна зустріти вже в Упанішадах та Магабгараті, лише у Патанджалі вони складають певну систему йоги.
Пізніше коментатори «Йога-сутри» розділили ці вісім аспектів на дві категорії: яма, ніяма, асана, пранаяма та пратьягара ввійшли до першої. Друга, названа сам'ямою, складається з дгарани, дг'яни та самадгі і є завершальним етапом внутрішнього розвитку Раджа-йоги Патанджалі.

## Яма та ніяма
Ці перші два щаблі йоги є певною мірою підготовчими. Термін «яма» можна перекласти як «обмеження», «стримання», а «ніяма» — як «дотримання правил».
«Йога-сутра» перелічує такі складові «Ями»:
1. Агімса — ненасильництво
2. Сатья — правдивість
3. Астейя — непривласнення чужого майна
4. Брагмачар'я — помірність (зокрема сексуальна)
5. Апариґрага — неприйняття дарів

Складові «Ніями» такі:
1. Шауча — внутрішнє та зовнішнє очищення
2. Самтоша — вдоволення існуючим
3. Тапас — самообмеження
4. Свадг'я — вивчення священних текстів
5. Ішварапранідгана — відданість Богові

## Асана
Третій ступінь має назву «асана» (сидіння, положення, постава). «Йога-сутра» говорить про асани дуже мало та неконкретно, головним чином у контексті вправ із самадгі. Пізніше вчення про асани розвинулось у самостійний та розгалужений напрямок йоги з безліччю інтерпретацій методик виконання цих йогічних вправ під загальною назвою «хатха-йога».
В асані важливе не лише положення тіла як таке, а й те, щоб саме місце для вправ задовольняло трьом вимогам: воно повинно бути тихим, чистим та безпечним.
Йога визначає асани як особливі положення тіла, які зберігаються незмінними певний (іноді достатньо тривалий) проміжок часу. Асани розподіляються на дві групи: «фізкультурні» та медитативні (хоча певною мірою всі асани можна кваліфікувати як медитативні, адже принцип повного розслаблення та самозаглиблення є обов'язковим при виконанні будь-якої асани). Фізкультурні асани спрямовані на зміцнення тіла, на впорядкування тих чи інших струменів або пран. Завдання медитативних асан — створити стійке та усталене положення тіла, яке не буде заважати процесу самозаглиблення, забезпечить правильний кровообіг внутрішніх органів та правильне дихання, яке не відволікає від психологічних аспектів практики.

## Пранаяма
Пранаяма вважається другим ступенем або ланкою (пада) йоги, якщо не брати до уваги «Яму» та «Ніяму» як підготовчі етапи.
«Пранаяма» буквально означає «затримка дихання», а фактично можна говорити про пранаяму як про свідоме управління дихальним процесом, що складається з пранаям, певних методів управління диханням для поліпшення циркуляції прани, заспокоєння розуму, досягнення медитативного стану.

## Сам'яма
Термін сам'яма охоплює, три верхніх щаблі раджа-йоги: дхарану, дх'яну та самадгі.